# Szunda bozótkakukk
A szunda bozótkakukk (Centropus nigrorufus) a madarak osztályának kakukkalakúak (Cuculiformes) rendjébe, ezen belül a kakukkfélék (Cuculidae) családjába tartozó faj.
A magyar név forrással nincs megerősítve.

## Előfordulása
Indonézia területén honos, ott is kizárólag Jáva szigetén él. Természetes élőhelye a szubtrópusi és trópusi mangroveerdőkben, a szubtrópusi és trópusi száraz bokrosokban és mocsarakban van.

## Megjelenése
Testhossza 46 centiméter.

## Külső hivatkozások
- Képek az interneten a fajról
- Ibc.lynxeds.com